# Haramballi, Krishnarajanagara
Haramballi là một làng thuộc tehsil Krishnarajanagara, huyện Mysore, bang Karnataka, Ấn Độ.